# ConsPiracy
consPiracy ist eine griechische Thrash-Metal-Band aus Thessaloniki, die im Jahr 2007 gegründet wurde.

## Geschichte
Die Band wurde im Jahr 2007 von Sänger L’Ollonais und Gitarrist Jack Raven gegründet. Raven verließ bereits ein paar Monate später die Band wieder. Während dieses Zeitraums hatte die Band zwei Auftritte gespielt und ihr erstes Demo Walk the Plank veröffentlicht. Im Jahr 2008 folgten weitere Auftritte und die EP Crippled Invaders erschien. Im Jahr 2009 bestand die Band aus Sänger L’Ollonais, Bassist Zournas, Gitarrist Ct. Elijah Morgan und Schlagzeuger Sir Bloody Cox. Nach weiteren Auftritten, bereitete die Band ihr Debütalbum Hope over Board vor. Außerdem wurde die EP Crippled Invaders wiederveröffentlicht. Im Jahr 2011 erschien das Debütalbum auf Vinyl bei Athens Thrash Attack Records und auf CD bei EBM Records.

## Stil
Die Band spielt klassischen Thrash Metal.

## Diskografie
- 2008: Walk the Plank (Demo, Eigenveröffentlichung)
- 2008: Ct. Jimmy Fucknut (Demo, Eigenveröffentlichung)
- 2008: Crippled Invaders (EP, Eigenveröffentlichung)
- 2008: Crippled Invaders (EP, Eigenveröffentlichung, Wiederveröffentlichung 2010 über Athens Thrash Attack Records)
- 2011: Hope over Board (Album, Athens Thrash Attack Records (Vinyl), EBM Records (CD))
- 2011: Balkan Area Thrashers (Split mit NadimaČ, Coffinfeeder Distro)
- 2013: Sharing the Loot / Immune to Burial (Split mit Death Courier, Eigenveröffentlichung)